# Constantă matematică
O constantă matematică este o cantitate, de regulă număr real sau/si număr complex, care apare în mod natural în matematică și nu se modifică. Spre deosebire de constantele fizice, cele matematice sunt definite independent de orice unitate de măsură a unei mărimi fizice.
Multe numere particulare au o semnificație specială în matematică, și apar în multe contexte diferite. De exemplu, pâna la înmulțirea cu numere complexe nenule, există o unică funcție olomorfă f cu f' = f. Deci f(1)/f(0) este o constantă matematică, constanta e.
f este și funcție periodică, iar modulul perioadei sale, este o altă constantă matematică, 2π. 
Constantele matematice sunt de regulă elemente ale grupului numerelor reale sau complexe. Constantele matematice despre care se poate vorbi sunt numere definibile (și aproape mereu și calculabile).
Însă, încă mai există unele constante matematice care sunt doar cunoscute cu aproximație, cum ar fi pi.